# Phellinus andinus
Phellinus andinus är en svampart som beskrevs av Plank & Ryvarden 1982. Phellinus andinus ingår i släktet Phellinus och familjen Hymenochaetaceae.   Inga underarter finns listade i Catalogue of Life.